# Los Altos (Centraal-Amerika)
Los Altos (letterlijk: "De Hooglanden") is een bergachtig gebied in Centraal-Amerika, op de grens van Mexico en Guatemala. Tussen 1838 en 1840 was het kortstondig onafhankelijk.
Los Altos was ontstaan na onenigheid tussen de centrale regering in Guatemala-Stad en de regio rond Quetzaltenango. In 1838 werd Los Altos als aparte staat binnen de Verenigde Staten van Centraal-Amerika erkend. Tijdens de chaos ontstaan door het uiteenvallen van die federatie verklaarde Los Altos zich volledig onafhankelijk. De Guatemalteekse president Rafael Carrera viel Los Altos binnen. Op 2 april 1840 was Los Altos verslagen. Carrera liet de leiders van Los Altos executeren. Mexico maakte gebruik van de chaos en wist een deel van Los Altos onder zijn controle te krijgen.
Op 5 september 1848 verklaarde Los Altos zich wederom onafhankelijk van Guatemala, maar binnen twee maanden werd het weer onder Guatemalteeks bestuur gebracht.